# هنري جاميدج
هنري جاميدج (بالإنجليزية: Henry Gammidge)‏‏ (1915 - 1981 ) رسام كارتون، وفنان قصص مصورة .